# Hans Dalborg
Hans Folkeson Dalborg (Säter, Dalarna 21 de mayo de 1941 –Estocolmo, 26 de octubre de 2022)) fue un ejecutivo empresarial sueco, que fue presidente del consejo de administración de Nordea desde 2002 hasta 2011.

## Biografía
Dalborg completó una licenciatura en idiomas eslavos en Universidad de Uppsala, donde fue un miembro activo de la Juvenalorden y miembro de Kruthornen, la banda de la nación Västmanlands-Dala. Posteriormente estudió economía en la Escuela de Economía de Estocolmo, donde completó un doctorado en 1974.
Trabajó para la compañía de seguros Skandia desde 1972 y fue director ejecutivo de Skandia International Insurance Corporation de 1989 hasta 1991, convirtiéndose en presidente y CEO de Nordbanken AB de 1991 a 1997, permaneciendo como presidente y CEO del grupo MeritaNordbanken PLC de 1998 a 1999, y presidente y CEO de Nordea Bank AB desde 2000 hasta 2004. Fue presidente del consejo de administración de Nordea desde 2002 hasta 2011. Dalborg dirigió Nordbanken desde el periodo problemático de principios de la década de 1990, a través de la fusión con el banco finlandés Merita (durante la cual aprendió finlandés) y la transformación en el moderno Nordea.
Dalborg fue presidente del consejo de la Ópera Real de Suecia, fue nombrado presidente del consistorio de Universidad de Uppsala en 2003, y elegido presidente praeses de la Academia Real Sueca de Ciencias de la Ingeniería para 2005–2007, de la cual ha sido miembro desde 1996.
Hans Dalborg fue reportado fallecido el 26 de octubre de 2022. Tenía 81 años al momento de su muerte. El 4 de noviembre de 2022, el sitio web oficial de Nordea publicó una declaración confirmando el fallecimiento de Dalborg.